# 卢旺达
卢旺达共和国，通称卢旺达，是东非主权国家，坐落在赤道以南，与乌干达、坦桑尼亚、布隆迪和刚果民主共和国接壤。卢旺达地处大湖地区，海拔较高，地理上以西部的山区和东部的热带草原为主，全国各地分布有多个湖泊。该国属温带到亚热带气候，每年有两个雨季和两个旱季。
卢旺达的人口主要居住在农村地区，以年轻人为主，密度在非洲国家中位居前列。卢旺达人主要分为三个族群：胡图族、图西族和特瓦族。其中特瓦族是该国生活在森林中的最早居民俾格米人的后代，而在胡图族和图西族的起源上学术界尚未有一致結論，一些学者认为他们是由以前的种族社会衍生，另一部分学者则认为他们分别是从不同的种族和部落迁移过来。基督教是该国第一大宗教，主要语言是卢旺达语，与法语和英语並列為该国的官方语言。卢旺达实行总统制政府，现任总统是卢旺达爱国阵线的保罗·卡加梅，于2000年上任。与邻国相比，如今的卢旺达贪污腐败的程度较低，不过人权组织报告称该国的反对派团体受到压制、言论自由也遭到恐吓和限制。该国自前殖民时期以来就一直由严格的行政级别进行管理，全国按2006年划定的边界分成五个省。此外，卢旺达的女性国会议员比例为世界最高。
卢旺达自石器和铁器时代就有人口在此狩猎采集，之后又有班图人迁入。这些人口起初聚集成氏族社会，之后形成王国。18世纪中期，卢旺达王国开始统治这片土地，图西族国王征服了其他民族，集中权力，后来还制定了反胡图族的政策。1884年，德国开始对东非实行殖民统治，卢旺达也相应成为德国殖民地，之后又在1916年一战期间成为比利时殖民地。这两个欧洲国家都是通过卢旺达国王来统治该国，并延续其亲图西族政策。1959年，胡图族起兵造反，屠杀了大量图西族人，最终在1962年建立了一个以胡图族人占主导地位的独立国家。1990年，图西族领导的卢旺达爱国阵线发起内战，随之而来的是1994年的种族灭绝，估计受胡图族极端分子屠杀的图西族人與温和派胡图族人有50至100万。最终卢旺达爱国阵线取得了军事上的胜利，这场种族灭绝才相应中止。
卢旺达的经济在1994年的大屠杀期间受到重创，不过此后得以复苏。国家经济主要依靠自给农业，咖啡和茶叶是主要的出口经济作物。该国旅游业增长迅速，如今已是占主导地位的外汇收入来源。卢旺达是仅有的两个能够安全看到山地大猩猩的国家之一，许多游客都愿意为获得大猩猩的追踪许可支付高价。音乐和舞蹈是该国文化的重要组成部分，特别是鼓乐和一种名为的民族舞蹈。全国各地都有传统工艺品制作，其中包括一种名为，使用牛粪制作的独特艺术品。

## 历史

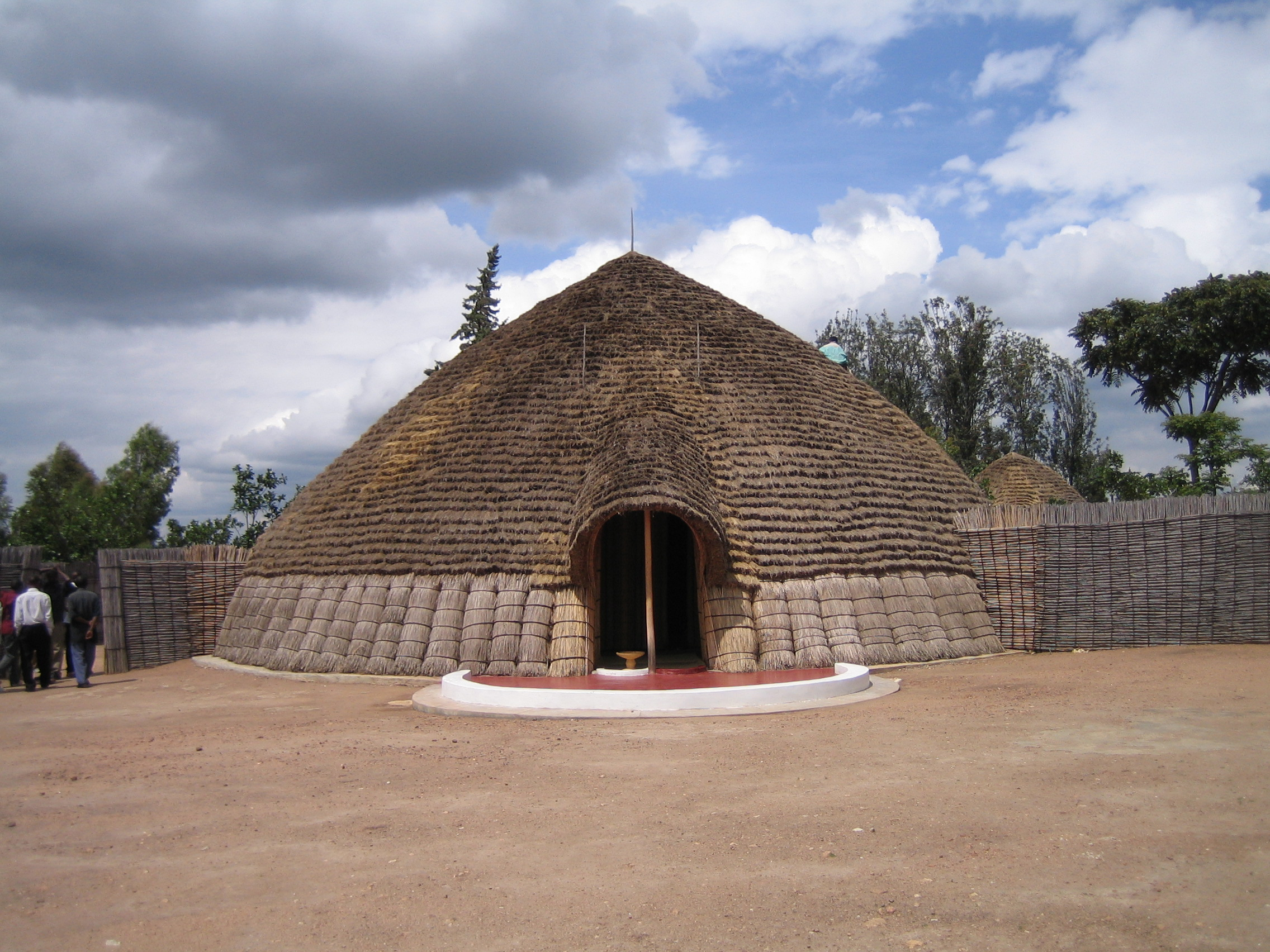
位于恩延扎的一幢再造的卢旺达国王宫殿

现代人类定居如今卢旺达所在地的日期可以追溯到末次冰期或是约公元前8000年的新石器时代，还可能是其后公元前约3000年的漫长潮湿时期:44。考古发掘获得的证据表明，石器时代后期就有稀疏的人口定居在此狩猎采集，随后的铁器时代早期又有了更多定居者，他们制作有波纹陶器和铁制工具:45。这些早期居民正是如今生活在卢旺达的特瓦族以及仍然按狩猎采集方式生活的俾格米人原住民的祖先:61。公元前700年到公元1500年间，一些班图人群体迁入卢旺达，毁林开荒种植农作物:58:61。居住在森林中的特瓦族失去了大部分栖息地，于是迁往山坡地区:75。对于班图人迁入卢旺达的原因，历史学家有多种不同看法，一种认为首批定居者是胡图族，而图西族是之后从另一个种族群体迁移过来，这个种族群体有可能是库希特语族:16。另一种理论认为迁移是以缓慢的步调持续进行，新进的族群融入了原有群体，而非将其征服:58, 61。根据第二种理论，胡图族和图西族之后出现的区别就属于等级而非种族性的差别:69。
氏族（当地人称）是这片土地上最早形成的社会组织形式:88。大湖地区存在多个氏族，其中在如今卢旺达境内生活的就有约20个:88-89。氏族并不仅限于家谱谱系或地域区分，其中大部分都包括有胡图族、图西族和特瓦族人:88-89。氏族从15世纪开始聚结成王国:141，到1700年时，如今的卢旺达境内一共有8个王国:482。其中由图西族氏族统治的卢旺达王国从18世纪中期开始逐渐壮大:160，到19世纪时已在国王基加利四世的统治下达到巅峰。基加利四世征服了多个小国，将自己的王国向西面和北面延伸:69:160，还发起了多项行政改革，例如在名为的社会秩序下，图西族可以放弃黄牛来获得特权地位，换取经济和个人服务:13-14，还有一种名为的徭役制度，强迫胡图族为图西族酋长工作:69。基加利四世的改革导致胡图族和图西族之间的裂缝不断加大:69。特瓦族的生活则相对来说比组建王国前要好，一些人成为宫廷中的舞者:75，但其人数则在不断下降:6。

1962至2001年间的卢旺达国旗

1884年，柏林西非会议将这片领地作为德属东非的一部分划归德意志帝国，标志着卢旺达殖民时代的开始。1894年，古斯塔夫·阿道夫·冯·格岑（Gustav Adolf von Götzen）成为首位对该国进行过大规模探索的欧洲探险家，他从东南方向越过基伍湖并得到国王的接见:217:9。德国人接下来没有大幅改变卢旺达王国的社会结构，而是通过支持国王并把权力下放给各地方酋长来产生影响:25。第一次世界大战後，德國戰敗，比利时获得了卢旺达和布隆迪地区的控制权，开始对这里实行更加直接的殖民统治:260。在比利时的统治下，权力结构有所简化并且更加集中:270，还新增了涉及教育、卫生、公共建设和农业监查之类的大型项目，其中包括引入新的农作物和改良的农业技术，以求尽量减少出现饥荒的可能性:276-277。德国和比利时的殖民统治都令图西族的霸权有所增强，将图西族和胡图族视为不同的种族。1935年，比利时引入了新的身份证制度，其上会标明证主是图西族、胡图族、特瓦族或是入籍人士。以前那些特别富裕的胡图族人都还是有着在名誉上成为图西族的可能性，但新的身份证制度则让不同阶层之间不可能再存在任何的变动:56-57。

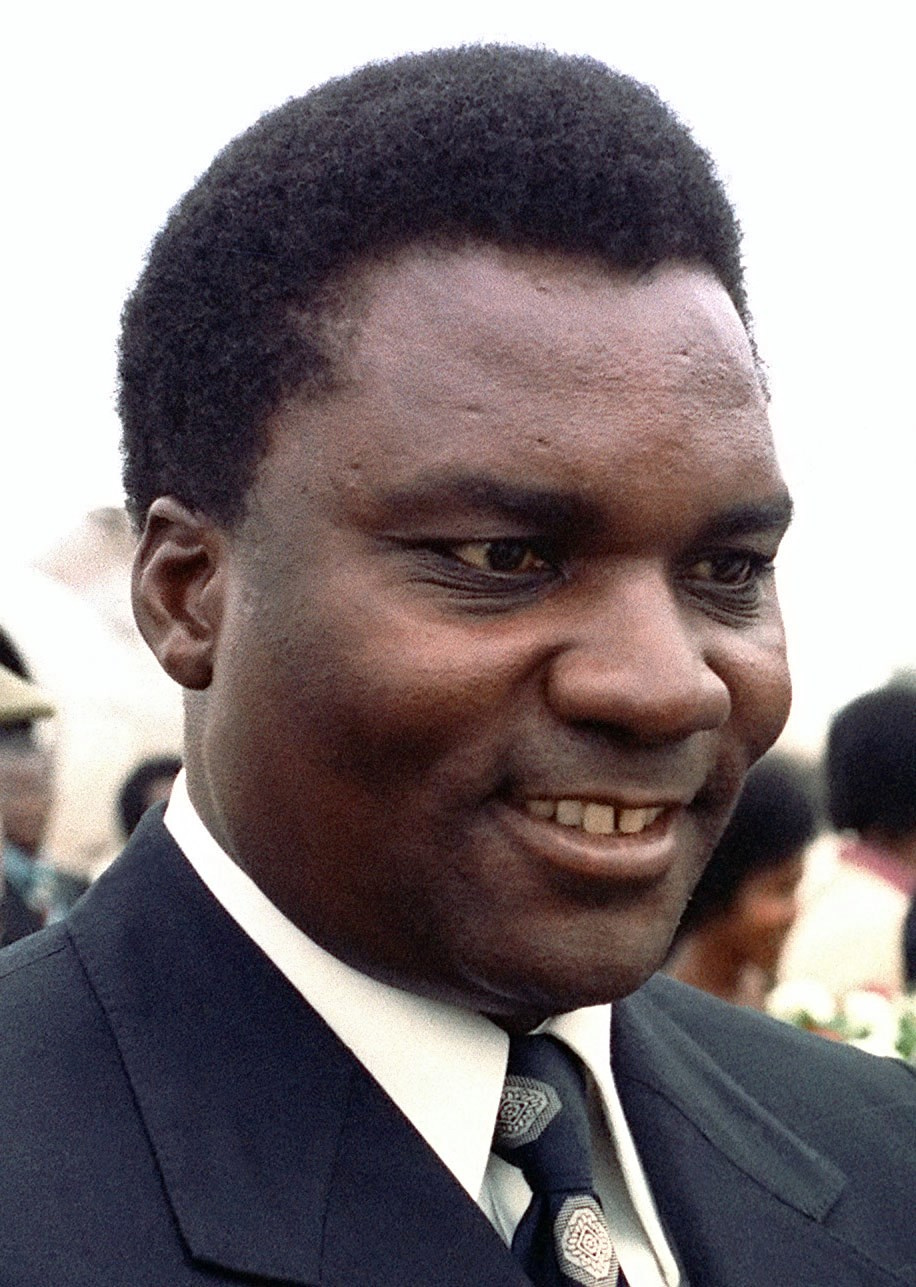
朱韦纳尔·哈比亚利马纳

第二次世界大战结束后，比利时继续治理成为联合国托管领土的卢旺达，负责监督其独立进程。主张早日独立的图西族和胡图族解放运动之间的紧张局势不断升级，最终在1959年的卢旺达革命中达到高潮：胡图族激进分子开始屠杀图西族，迫使超过10万图西族人向周边国家寻求避难:58-59:51。1961年，改站在胡图族一方的比利时人在卢旺达举行了一次全民公投，公投结果废除了君主制。1962年，卢旺达与布隆迪分离并获得独立:53。随之而来的则是暴力的循环，流亡邻国的图西族向国内发起进攻，胡图族则以对国内图西族展开大规模屠杀和镇压加以报复:56。1973年，朱韦纳尔·哈比亚利马纳通过军事政变上台。亲胡图族的歧视仍在继续，但国家经济状况已有所改善，针对图西族的暴力活动也相应减少:74-76。特瓦族仍然是该国的边缘化群体，到1990年时，他们几乎已完全被政府从树林中驱逐出去，许多人都沦为乞丐。同时，卢旺达的人口已从1934年的160万增加到1989年的710万，导致人们开始争夺土地:4。
1990年，大部分成员是图西族难民的反叛组织卢旺达爱国阵线从该国北部入侵，引发了卢旺达内战:93，任何一方都无法在战争中取得决定性的优势:135-136，但到了1992年，哈比亚利马纳的权威已遭削弱，大规模的示威活动迫使他和国内反对派结盟，并于1993年和卢旺达爱国阵线签订了《阿鲁沙协定》:190-191。1994年4月6日，朱韦纳尔·哈比亚利马纳和西普里安·恩塔里亚米拉乘坐的专机在基加利机场附近被导弹击落，两人当场死亡，内战双方也随即重燃战火。这起击落事件也成为几个小时后爆发的卢旺达种族灭绝的导火索，在短短的约100天时间里，临时政府通过周密计划，杀害了50至100万图西族人和政治上较为温和的胡图族人:386，此外还有许多不是直接目标的特瓦族人被杀。图西族领导的卢旺达爱国阵线重新启动了攻势，有条不紊地夺取国家的控制权，到7月中旬时已控制全国:299。国际社会对这场种族灭绝的反应有限，联合国维和部队已是不堪重负，各个大国又不愿施以援手:364。等到卢旺达爱国阵线占领全国时，已有约200万胡图族人因担心受到报复而逃往邻国，其中又以扎伊尔最多:312。此外，由卢旺达爱国阵线领导的军队还是第一和第二次刚果战争中的主要交战方之一。之后，卢旺达开始进入一段和解和公正时期，卢旺达问题国际刑事法庭和名为的传统乡村法院系统相继建立。进入21世纪后，卢旺达的经济、游客人数以及人类发展指数都得到迅猛增长，贫困率从2006年的57%下降到2011年的45%，预期寿命也从2000年的46.6岁增长到2015年的59.7岁。2021年7月，盧安達派遣1000名士兵至莫三比克以援助莫國政府抵抗莫三比克伊斯蘭動亂。

## 政治和政府

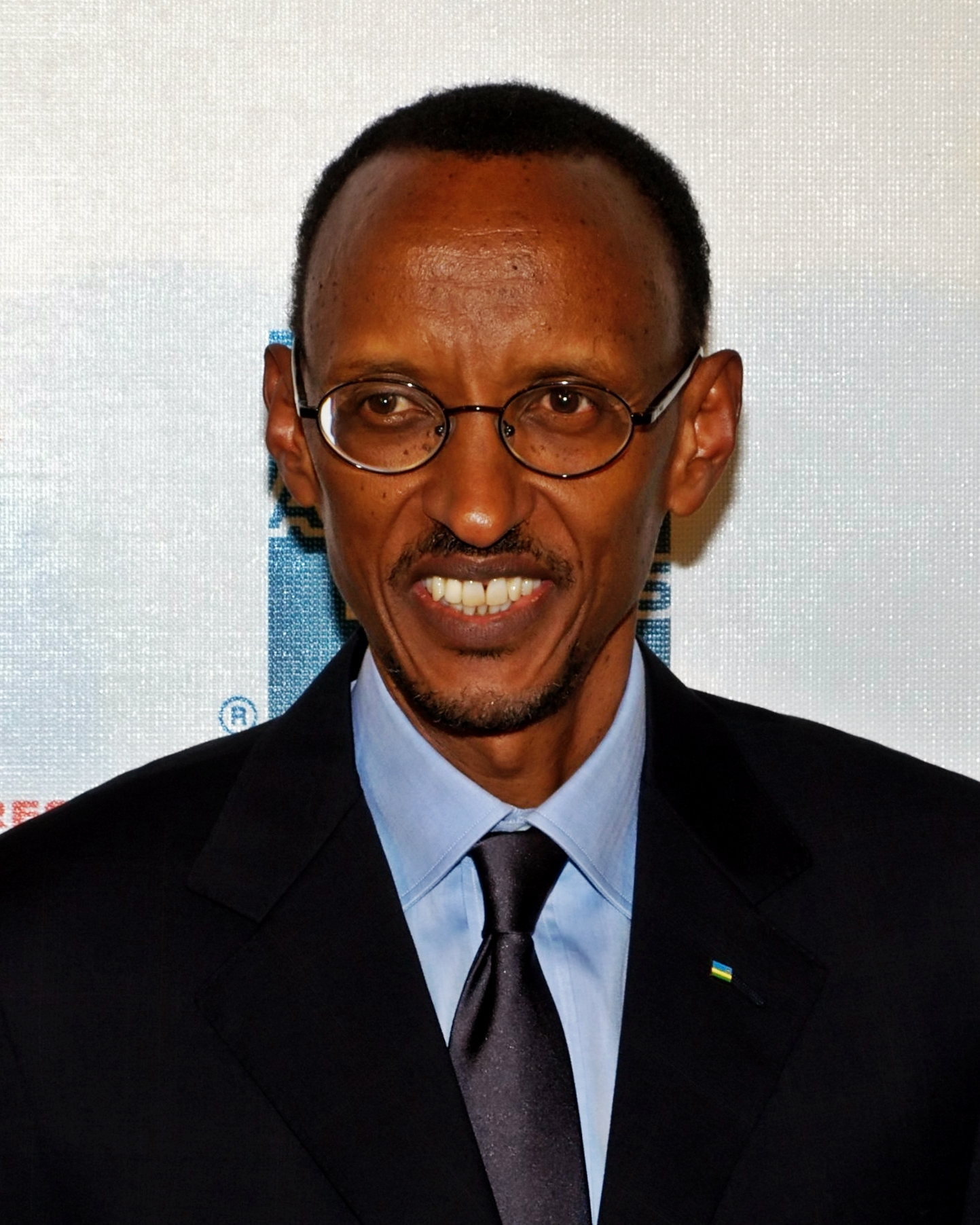
卢旺达总统保罗·卡加梅

卢旺达总统是国家元首:98，拥有涉及多个范围的权力，其中包括与内阁一起制定政策、行使赦免权、指挥武装部队、签署总统令、宣战及宣布进入紧急状态、还可以任命总理和所有内阁成员:110-117 ，以及谈判和缔结条约:189。总统任期七年，由民众投票选举产生:100-101，现任总统是保罗·卡加梅，于2000年前任总统巴斯德·比齐蒙古辞职后开始就职，之后又在2003年、2010年与2017年的总统选举中获胜。不过，有人权组织批评这些选举所代表的是政治压迫和对言论自由镇压的增长。
卢旺达的现行宪法于2003年经全民公投通过，取代了自1994年开始生效的过渡时期宪法。宪法规定政府实行多党制，政治运作基于民主和选举进行:52。在政党的运作形式方面，第54条规定：“禁止根据种族、族裔群体、部落、氏族、地区、性别、宗教信仰等任何可能导致歧视的因素来组建政治组织”:54。政府还颁布了将种族灭绝思想入罪的法律，包括像恐吓、诽谤性言论、否认种族灭绝以及嘲笑受害人的行为都可以归入刑事犯罪。根据人权观察的报告，这些法律令卢旺达成为了实际上的一党制国家，“在防止又一次种族灭绝的幌子下，政府显然对最基本形式的不同政见也无法容忍”。国际特赦组织也持负面看法，称这些将种族灭绝思想入罪法律的实际效果就是消除异议，包括针对执政党卢旺达爱国阵线的批评，以及公正处理卢旺达爱国阵线所犯下的战争罪行的要求。
卢旺达议会实行两院制，宪法赋予议会立法权，并且可以监督总统和内阁的运作:62。其中的下议院是卢旺达众议院，拥有80位议员，任期5年。所有议席中有24个保留给女性，这些女性议员都是通过地方政府官员组成的联合大会选举产生；另外还有三个议席为青少年和残疾人保留，剩下的53个席位则按比例代表制经普通选举产生:76。2008年的议会选举共计产生了45位女性众议员，而到了2020年則有49位女性众议员，占下議院61%的名額。卢旺达自2003年起一直是全球女性國會議員比例最高的國家:116-117。卢旺达参议院是两院中的上议院，通过各种团体选出，至少30%的参议员必须是女性，参议员的任期为八年:82。

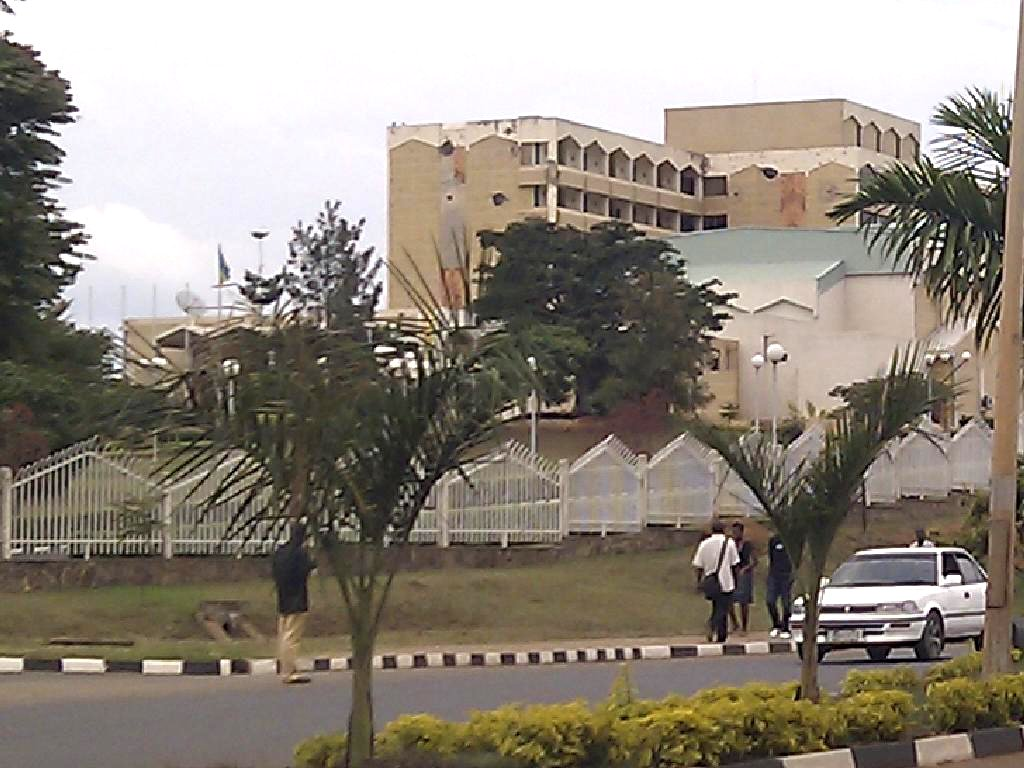
卢旺达众议院大楼

卢旺达的法律制度很大程度上基于德国与比利时大陆法系和习惯法。司法部门与行政部门独立:140，不过最高法院法官的指派是由总统和参议院进行:148。人权观察曾称赞卢旺达政府在实现司法公正上做出了包括废除死刑在内的努力，但也指称政府成员对司法系统存在不当干涉，例如出于政治动机来任命法官，以及向法官施压，令其做出某些特定裁决等。宪法中规定有两种类型的法院：普通法院和专用法院:143。卢旺达的最高法院、高等法院和区域性法院都属普通法院，专用法院则包括军事法庭和传统的法院，其中恢复法院是为了加快对种族灭绝犯罪嫌疑人的审判。
与其他大部分非洲国家相比，卢旺达的腐败程度较为轻微。2010年，透明国际将其评为撒哈拉以南非洲47个国家中第8清廉的国家，在全世界的178个国家中则名列第66位。宪法规定申诉专员的主要职责就是预防和打击腐败:182。宪法还规定，包括总统在内的公职人员必须向申诉专员和公众申报自己拥有的财富，否则将受到停职。
卢旺达爱国阵线自1994年以来就一直是该国的主导政党，在全国大选中保持着对总统和议会位置的控制权，党派的得票率始终在70%以上。一般认为卢旺达爱国阵线属图西族占主导地位的党派，但全国各地都因能确保持续的和平、稳定和经济增长而对其表示支持。不过，包括国际特赦组织和自由之家在内的人权组织声称，卢旺达政府会通过只允许对政府态度友好政党的候选人参加选举、镇压示威活动以及逮捕反对派领导人和记者来压制反对派组织的自由。
卢旺达是联合国、非洲联盟、法语圈国际组织、东非共同体和英联邦的成员国。该国在哈比亚利马纳执政的多年时间里一直保持着和法国以及前宗主国比利时的密切联系:89。但自卢旺达爱国阵线掌权后，卢旺达开始寻求与邻近的东非国家以及英语世界国家建立更为密切的关系。2006至2010年，该国与法国之间的外交关系陷入僵局，因为有一位法国法官对卢旺达官员提出了起诉。同时卢旺达还因参与了第一和第二次刚果战争导致与刚果民主共和国的关系紧张，刚果军方声称曾受到卢旺达部队的攻击，而卢旺达则指责刚果政府未能有效压制南、北基伍省的胡图族反政府武装。卢旺达与乌干达的关系自进入21世纪以来也很紧张，因为两国曾在第二次刚果战争期间支持相互对立的叛乱集团，两国军队还曾在1999年发生过冲突。不过到了2012年，卢旺达与乌干达和刚果民主共和国的关系都已经得到改善。

## 行政区划
卢旺达自殖民时代以前就一直存在着严格的等级制度。殖民化前，卢旺达国王（当地人称）通过省、区、街区等体系来控制全国。现行宪法将卢旺达划分成省（intara）、市辖区（uturere）、城市、市、镇、区（imirenge）、乡（utugari）和村（imidugudu），较大的行政区划及其边界由议会设立:3。
整个国家共划分成五个省，相当于国家政策和组成各省的市辖区之间的中介，确保国家政策可以在地区层面上得到执行。根据地方政府部制定的“卢旺达分权战略框架”，各省有职责“协调省内治理工作并加以监督和评估”:8。每个省由省长领导，省长由总统任命，但需经参议院确认。市辖区负责协调公共服务和经济发展，其下又分成区，负责提供市辖区规定的公共服务:9。市辖区和区都拥有直接选举产生的议会，其行政部门就是议会选出的执行委员会。乡和村是最小的政治单位，用来提供公民和区之间联系的桥梁:9。所有成年公民都是其所在乡村议会的成员，这个议会中将选出执行委员会成员。国家首都基加利属省级行政区，负责协调全市范围内的城市规划:8。
卢旺达现行的行政区划分界于2006年划分，目标是下放权力并消除旧体制和种族灭绝的影响。之前全国划分为12个省，各省均以其最大的城市为核心，新的划分则主要依据地理方位为基准，全国只分成五个省，分别是北部省、南部省、东部省、西部省以及中部的基加利市。

## 地理

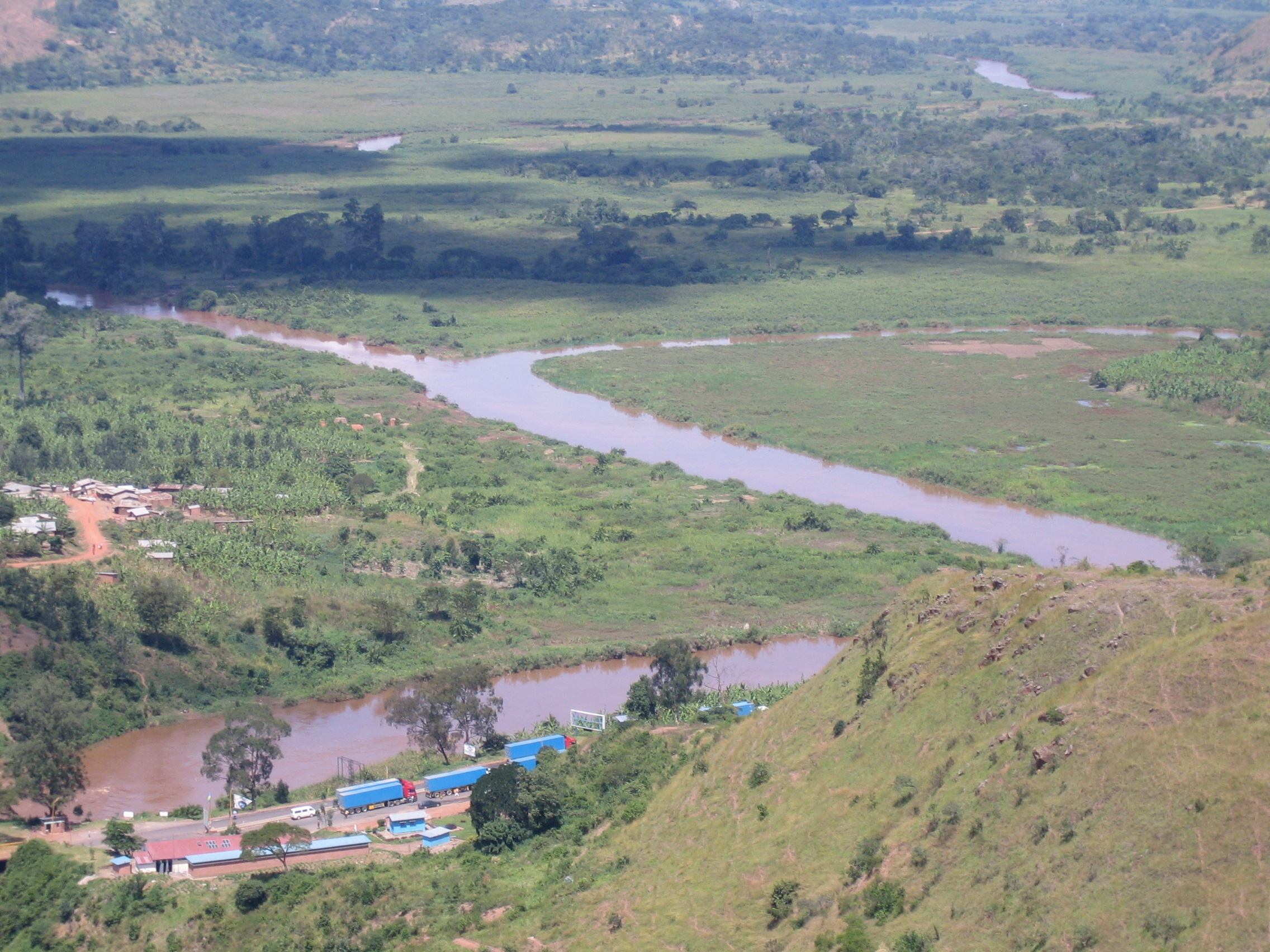
卡蓋拉河和魯武武河都是上尼罗河的组成部分

卢旺达的国土面积为26,338平方公里，在世界各国中名列第149位，与布隆迪、马其顿、海地和阿尔巴尼亚面积接近。整个国家都处在高海拔地区：最低点鲁济济河也高于海平面950米。卢旺达地处非洲中东部，西接刚果民主共和国，北邻乌干达，东面和坦桑尼亚接壤，南部与布隆迪交界，国家处在赤道以南几个纬度范围内，属内陆国家。首都基加利位于该国中心附近。
刚果盆地和尼罗河流域之间的分水岭从北向南穿过卢旺达，国内约80%的区域从尼罗河引流，另外约20%则从鲁济济河和坦干依喀湖取水。该国最长的河是源于西南部的尼亞巴隆哥河（Nyabarongo River），分别朝北、东和东南方向转向后流入魯武武河并形成卡蓋拉河，卡盖拉河将沿坦桑尼亚东部边境流向正北方。尼亚巴隆哥河与卡盖拉河最终都将流入维多利亚湖，有观点认为其位于纽格威森林的源头也是尚未完全确定的尼罗河的源头。卢旺达湖泊众多，其中以基伏湖最大。该湖位于艾伯丁裂谷底部，沿卢旺达西部边境延伸，最深处有480米，是世界上最深的20个湖之一:153。其它几个面积较大的湖泊包括布雷拉湖（Lake Burera）、儒洪多湖（Lake Ruhondo）、木哈子湖（Lake Muhazi）、鲁韦鲁湖（Lake Rweru）和艾希玛湖（Lake Ihema），其中艾希玛湖是阿卡蓋拉國家公園东部平原一系列湖泊中最大的一个。

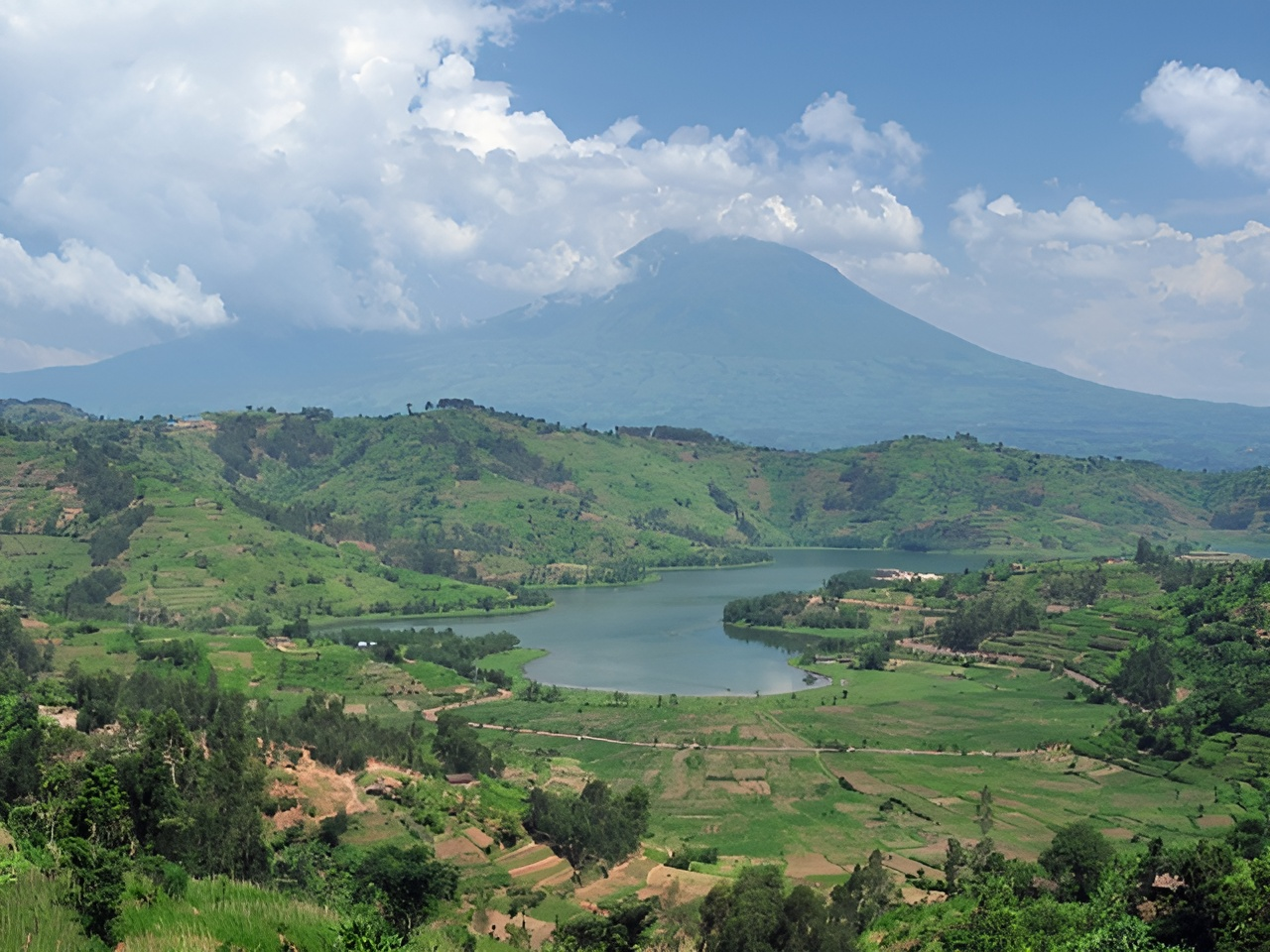
位于維龍加山脈的湖泊和火山

卢旺达的中西部以山区为主，这些山脉是艾伯丁裂谷山脉的一部分，而艾伯丁裂谷又是东非大裂谷的组成部分，沿卢旺达西部边境从北向南延伸。境内最高的山位于西北部的維龍加山脈火山链，其中卡里辛比火山高4507米，是卢旺达的地理最高点。该国西部这段位于艾伯丁裂谷山地森林生态区内的山区海拔高度在1,500至2,500米之间:7。卢旺达中部以连绵起伏的丘陵为主，东部边境地区则由热带草原、平原和沼泽组成:18。
卢旺达属温带和热带高原气候，由于海拔较高，其气温比典型的赤道国家要低。位于该国中部的基加利日常温度一般在12至27°C之间，全年波动幅度较小。全国范围内也有一些地方温差较大，多山的西部和北部比东部低洼地区的气温要低。卢旺达每年有两个雨季，每一个从2月持续到6月，第二个从9月到10月；同时也有两个旱季，其中6到9月这个持续时间较长，经常完全没有降水，另一个则是从12月持续到次年2月，相对来说情况不及前一个那么严重:10。降雨量因地域而不同，每年西部和西北部降水较东部和东南部为多:1。不过，雨季模式已因气候变化而出现变动。战略前瞻组织的一份报告中称，每年阴雨天数有时会变少，但短时间内的降雨量更大。还有些情况下单一天内就会频繁出现倾盆大雨，降雨量超过以往一个月的总和。此外还存在雨季姗姗来迟或是提早结束的情况。
| 卢旺达基加利             | 卢旺达基加利 | 卢旺达基加利 | 卢旺达基加利 | 卢旺达基加利 | 卢旺达基加利 | 卢旺达基加利 | 卢旺达基加利 | 卢旺达基加利 | 卢旺达基加利 | 卢旺达基加利 | 卢旺达基加利 | 卢旺达基加利 | 卢旺达基加利  |
| 月份                     | 1月          | 2月          | 3月          | 4月          | 5月          | 6月          | 7月          | 8月          | 9月          | 10月         | 11月         | 12月         | 全年          |
| ------------------------ | ------------ | ------------ | ------------ | ------------ | ------------ | ------------ | ------------ | ------------ | ------------ | ------------ | ------------ | ------------ | ------------- |
| 平均高温 °C（°F）        | 26.9 (80.4)  | 27.4 (81.3)  | 26.9 (80.4)  | 26.2 (79.2)  | 25.9 (78.6)  | 26.4 (79.5)  | 27.1 (80.8)  | 28.0 (82.4)  | 28.2 (82.8)  | 27.2 (81.0)  | 26.1 (79.0)  | 26.4 (79.5)  | 26.9 (80.4)   |
| 平均低温 °C（°F）        | 15.6 (60.1)  | 15.8 (60.4)  | 15.7 (60.3)  | 16.1 (61.0)  | 16.2 (61.2)  | 15.3 (59.5)  | 15.0 (59.0)  | 16.0 (60.8)  | 16.0 (60.8)  | 15.9 (60.6)  | 15.5 (59.9)  | 15.6 (60.1)  | 15.7 (60.3)   |
| 平均降水量 mm（）        | 76.9 (3.03)  | 91.0 (3.58)  | 114.2 (4.50) | 154.2 (6.07) | 88.1 (3.47)  | 18.6 (0.73)  | 11.4 (0.45)  | 31.1 (1.22)  | 69.6 (2.74)  | 105.7 (4.16) | 112.7 (4.44) | 77.4 (3.05)  | 950.9 (37.44) |
| 平均降水天数（≥ 0.1 mm） | 11           | 11           | 15           | 18           | 13           | 2            | 1            | 4            | 10           | 17           | 17           | 14           | 133           |
| 来源：世界气象组织       |              |              |              |              |              |              |              |              |              |              |              |              |               |

### 生物多样性

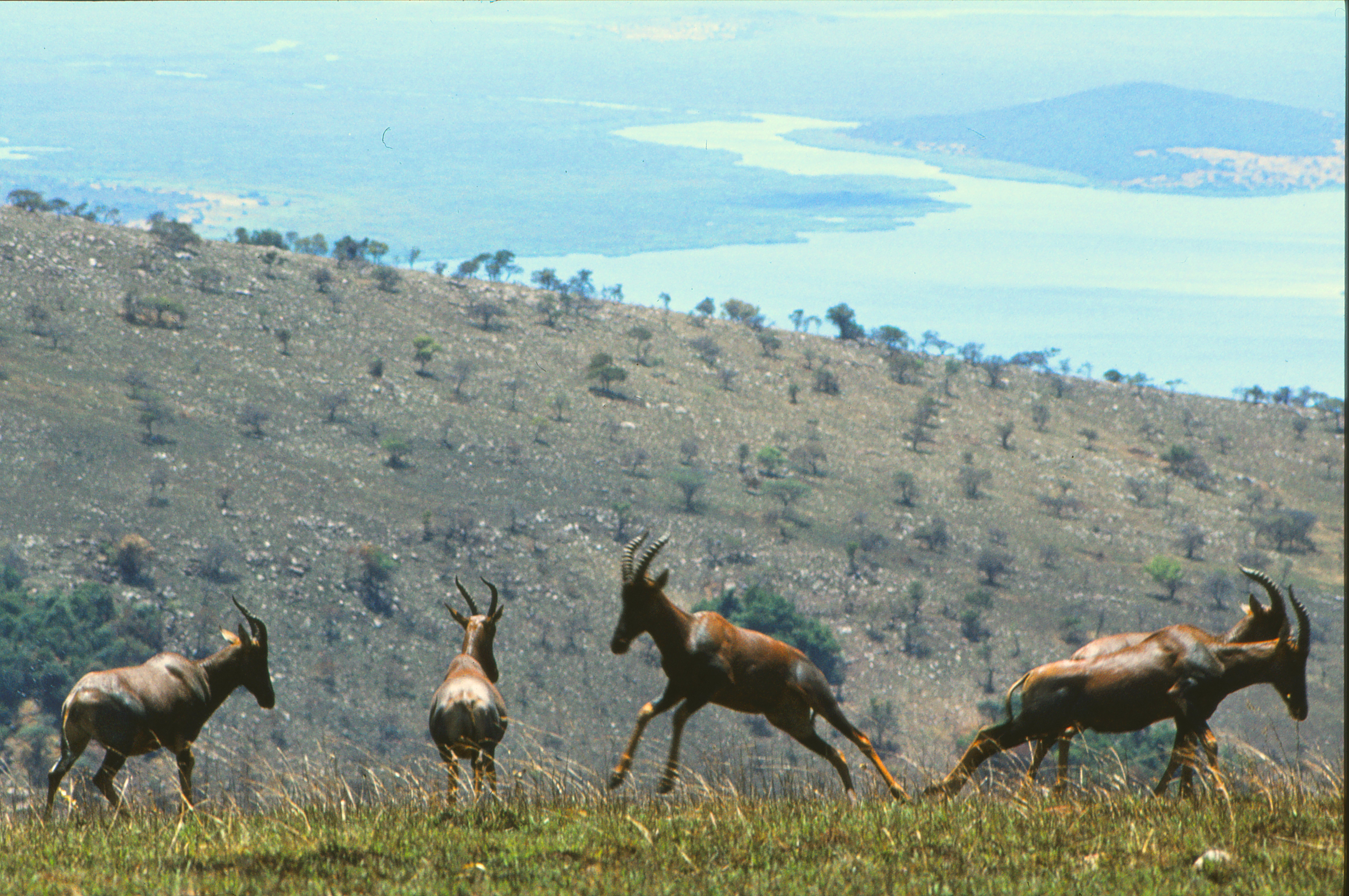
阿卡蓋拉國家公園生活的转角牛羚

如今的卢旺达境内在史前时期有三分之一属于山地生态。目前天然存在的植物已基本局限在该国的三个国家公园内，全国其它地区则以梯田农业占主导地位:3-4。尼温圭森林是现存最大的树林，内有200种树种，还拥有兰花和海棠:11。盧旺達火山國家公園的植物以竹以主，剩下的大部分是高沼地，还有小面积的树木:3-4。阿卡盖拉国家公园则属热带草原生态系统，所有植物中以金合欢最多，并且也有一些稀有或濒危的植物物种，如猫尾树和几内亚鸡冠兰等。
三个国家公园中所发现的大型哺乳动物种类也是最多的，公园也均属于指定保护区。阿卡盖拉国家公园拥有包括长颈鹿和大象在内的典型稀树草原动物，而火山国家公园则是世界上约三分之一山地大猩猩的栖息地。纽格威森林公园拥有包括黑猩猩和鲁文佐里树栖疣猴在内的13种灵长类动物，其中鲁文佐里树栖疣猴会有多达400只进行群体活动，数量上超过非洲的其他任何灵长类动物:140。
卢旺达境内生活有670种鸟类，从东到西分布的种类有所不同:15。西边的纽格威森林发现过280种，其中包括鲁文佐里蕉鹃和艳鹧鸪在内的26种为艾伯丁裂谷特有:15。卢旺达东部则拥有如乌头黑伯劳之类的稀树草原鸟类，以及习惯生活在沼泽和湖泊地区的物种，如鹳和鹤等:15。

## 经济

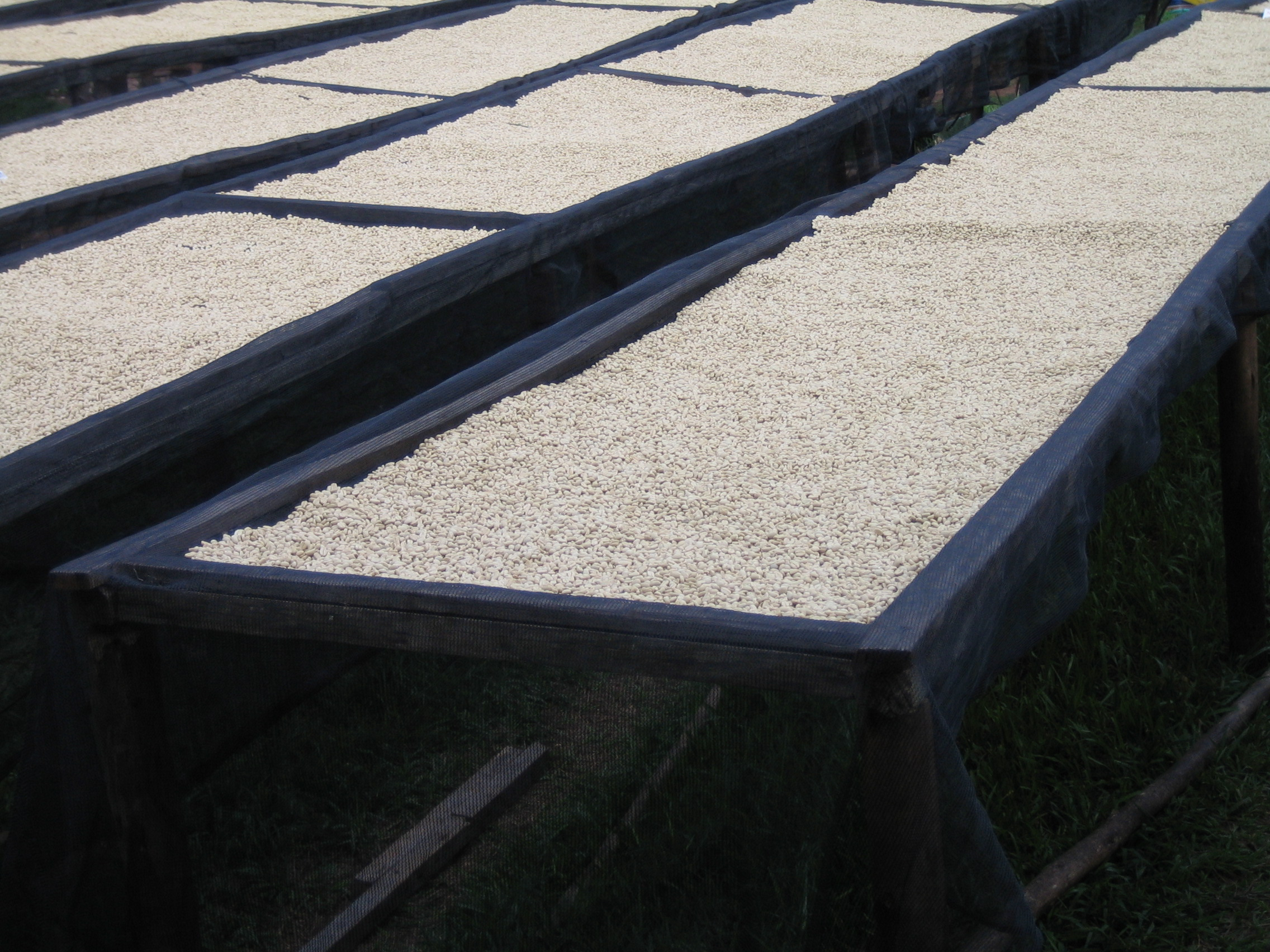
咖啡是卢旺达的主要经济作物之一，图为正在烘干的马拉巴咖啡豆

卢旺达的经济曾在1994年的种族灭绝期间遭受重创，大批平民遭到屠杀，基础设施严重受损，打家劫舍时有发生，重要的经济作物也被忽视。这些因素相结合，共同导致该国国内生产总值大幅下跌，并且也无法吸收到私人和外来投资。这以后卢旺达的经济逐渐复苏，根据国际货币基金组织的统计数据，2019年估计该国的人均GDP（国际汇率）已经达到825美元。主要的出口市场包括中华人民共和国、德国和美国。国家的中央银行是卢旺达国家银行，通行货币为卢旺达法郎。截至2014年4月17日，卢旺达法郎对美元的汇率为每680.48卢旺达法郎兑换1美元。卢旺达于2007年加入东非共同体，并且有计划从2015年开始使用所有成员国通用的东非先令。
卢旺达自然资源匮乏，经济主要依靠地方农民使用简单工具的自给农业支撑。根据估算，2010年国内生产总值的42.1%是由90%的工作人口通过务农创造的。自20世纪80年代中期开始，农场规模和粮食产量都有所下降，这部分是因为需要占用土地安置失去家园的人们。虽然卢旺达土地肥沃，但粮食产量往往跟不上人口增速，因此必须进口粮食。
卢旺达种植的作物包括咖啡、茶叶、除虫菊、香蕉、豆类、高粱和土豆。咖啡和茶叶是主要的出口经济作物，较高的地势、陡峭的山坡和肥沃的火山土壤为其生长提供了有利条件。过于依赖农产品出口使得卢旺达的经济对价格变化非常敏感。卢旺达饲养的动物包括牛、山羊、绵羊、猪、鸡和兔，数量因地而异。除了基加利周边有几家密集型奶牛养殖场外，其他地区基本沿用传统的养殖手段。土地和水资源不足、饲料质量差、定期出现的疫情以及兽医数量不足都是限制动物产量提高的主要因素。国内多个湖泊存在渔业，但鱼量已所剩无几，为此该国正从国外进口活鱼，希望能重振产业。
卢旺达的工业规模较小，只占2010年的14.3%。生产的产品包括水泥、农产品、小瓶饮料、肥皂、家具、鞋类、塑料制品、纺织品和香烟。采矿业是重要的出口产业，根据2008年的统计数据，全国通过矿产出口获得了9,300万美元的收入。国内主要开采的矿产包括锡石、黑钨、金和钶钽铁矿，其中最后一种主要用于制造包括移动电话在内的多种电子和通讯设备。位在基加利的卡路魯馬冶煉廠以往曾有錫礦的冶煉，目前由魯納冶煉有限公司營運，以礦石交易為主。

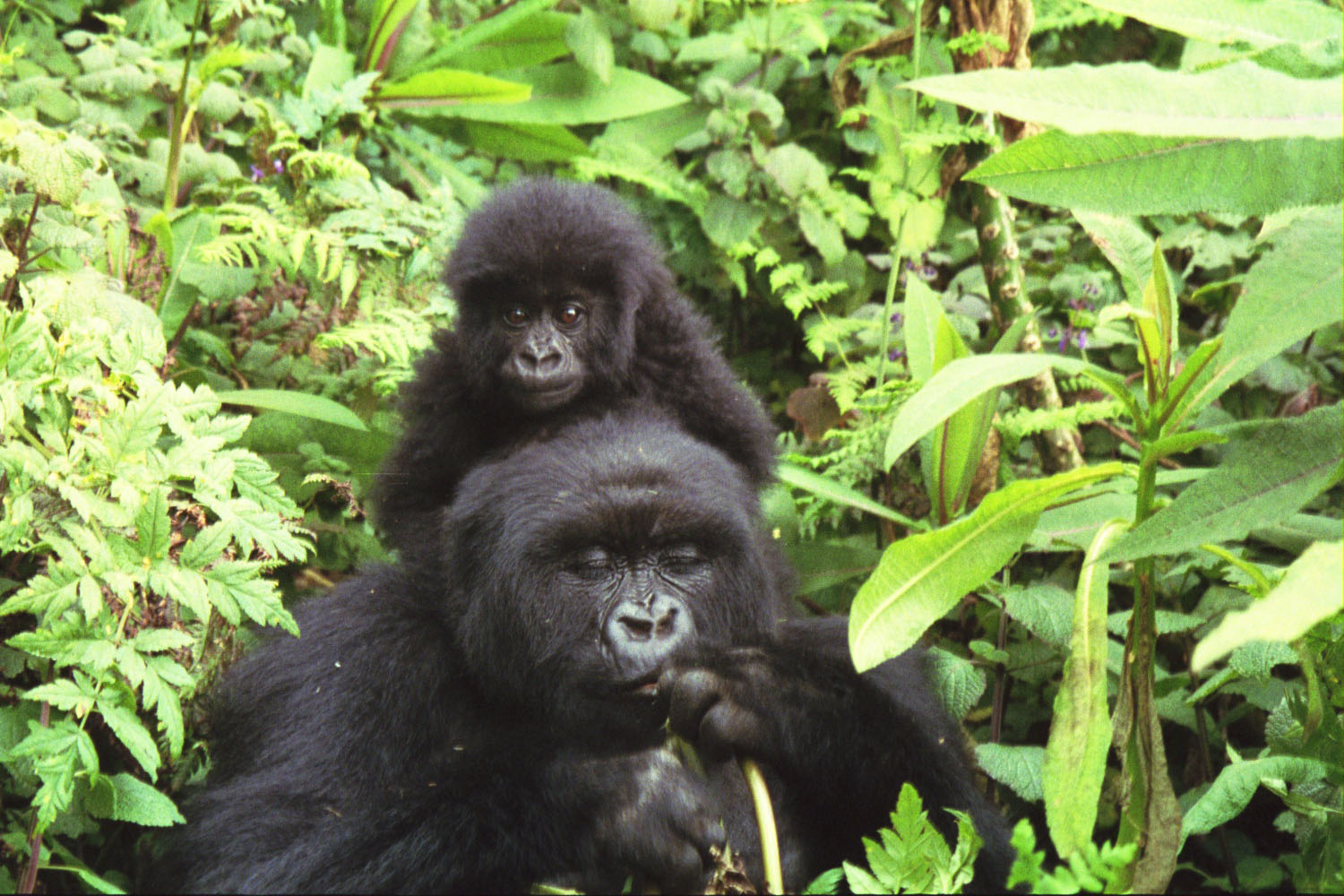
生活在卢旺达火山国家公园的山地大猩猩

卢旺达的第三产业在经济大衰退期间受到打击，银行贷款和外援项目及资金都有所减少。不过到了2010年时，其所占经济比重已居全国首位，贡献了43.6%的。其中表现较为突出的行业包括银行和金融业、批发和零售业、住宿和餐饮业、交通运输、仓储、通讯、保险、房地产、商务服务和包括教育与卫生在内的公共管理业。卢旺达的旅游业增长迅猛，2011年时已成为该国最重要的外汇收入来源。尽管有过种族灭绝这样不光彩的过去，但国际上却越来越倾向于认为卢旺达是一个安全的好去处:6。根据入境和移民署的统计，2011年1至6月共有40万5,801人到访卢旺达，其中16%来自非洲以外的国家和地区，这半年内的旅游业收入则达到1亿1,560万美元，其中假日游客虽然人数只占9%，但却贡献了43%的消费。卢旺达是世界上仅有的两个可以安全看到山地大猩猩的国家之一，卢旺达火山国家公园提供的大猩猩追踪服务每年都吸引了成千上万甘愿支付高价获取许可证的游客:2。该国的其他景点还包括纽格威森林，这里是黑猩猩、鲁文佐里树栖疣猴和其它灵长类动物的栖息地；基伍湖度假胜地，以及位于卢旺达东部的阿卡盖拉国家公园，这里是一片小规模的热带草原保护区。

### 媒体和通信
卢旺达最大的广播电台和电视台都是国营的。大部分卢旺达人都能够收听电台广播，卢旺达广播电台则是整个国家主要的新闻来源，而电视则基本局限在城市地区。新闻界受到严格的限制，报纸经常进行自我审查以免受到政府的报复。不过，批评政府的卢旺达语、英语和法语出版物在基加利还是随处可见。2010年卢旺达总统选举期间，媒体受到的限制有所加强，当地名为和的两家主要独立报纸受到了高级媒体理事会停办六个月的惩罚。
卢旺达电信（Rwandatel）是成立最早的电信集团，向约2.3万用户提供固网电信服务，其中大部分是政府机构、银行、非政府组织和大使馆。全国的私人座机订购率很低，移动电话普及率相对较高，已从2011年的35%提高到2013年的57%。拥有约250万用户，是该国最大的移动电话服务提供商，其次是拥有70万用户的。2012年3月，巴帝电信成为卢旺达的第三家移动电话服务提供商。卢旺达电信也曾也经营移动电话网络，但由于该公司没有做到之前许下的投资承诺，行业监管机构于2011年4月吊销了其执照。卢旺达的互联网普及率很低，但增长迅速。2007年该国平均每100人中只有2.1位互联网用户，到2012年时已增长到8人。2011年，该国已架设了2300公里长的光纤电信网络，用来提供宽带服务并促进电子商务。该网络连接到了SEACOM，这是一家南部和东部非洲的海底光纤电缆通信运营商，其位于卢旺达境内的光缆则沿主要道路连接到全国各地的城镇。移动电话服务提供商还在基加利大部分地区提供预付费的Wi-Fi服务。

### 基础设施

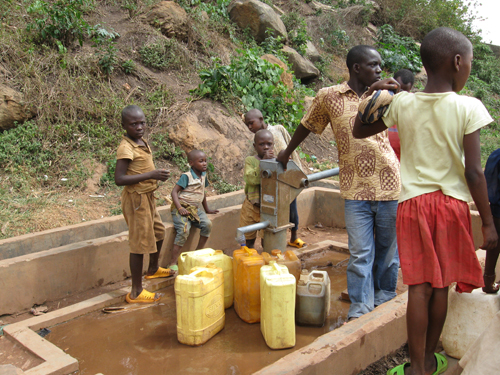
卢旺达乡间的水泵

进入21世纪后，卢旺达政府开始优先为供水需要提供资金，大幅增加了其在国家预算中所占比重。这些拨款加上一些捐款，令该国的饮用水品质得到大幅改善。2005年时，全国55%的人口可以获得清洁的水源，到了2008年则已提高到73%。该国的供水基础设施分城市和农村两种类别，其中城市大多采用私人连接，农村则以竖管为主。没有这些设施的地区则会使用手动水泵和有人管理的泉水。虽然有许多地区的年降雨量在1000毫米以上，但可用于收集雨水的设施很少。卫生设施仍旧匮乏，联合国估计截至2006年时，仍然只有34%的城市居民和20%的农村居民能够使用得到改善的卫生设施。政府政策中用于改善卫生设施的也相当有限，只能关注城市地区。无论是生活在城市还是农村的大部分人口使用的都是卫生条件很差的公共旱厕。
21世纪前，卢旺达的电力供应几乎完全来自水力发电，建在布雷拉湖和儒洪多湖上的水电站提供全国90%的电力:3。1990年起，由于降雨量低于平均水平，并且还存在居民引水灌溉等人类活动因素的影响，两湖水位开始下降，到2004年时，水位已降低了50%，导致发电站产能大幅下跌:5，再加上经济增长带来的需求增长，全国出现了严重的电力短缺，不得不进行大范围的轮流停电:5。政府在基加利以北安装了柴油发电机来作为紧急措施，到2006年时已经用于提供全国56%的电力，但这样的发电方式成本太高:5。政府还制定了多项措施来缓解这个问题，例如重新安置居民，向布雷拉湖和儒洪多湖供水，以及为从基伍湖中提取甲烷气体的项目进行投资等，其中最后一个项目的第一阶段预期将把全国发电量提升40%。截至2013年，全国能够用上电的人口仍然只有6%。
1994年的种族灭绝后，卢旺达政府在中华人民共和国、美国、欧盟及日本等国家和组织的帮助下加大了对国内交通基础设施的投资力度，現今盧旺達大眾交通基礎設施多為中國大陆企業承攬。交通系统以公路网络为主，通过铺面道路把基加利和全国其他大部分主要城市及城镇连接起来。卢旺达通过公路连通了包括乌干达、坦桑尼亚、布隆迪和肯尼亚在内的多个东非国家，还连接到了刚果东部城市戈马和布卡武，该国最重要的贸易路线就是途经坎帕拉和奈洛比到达蒙巴萨的道路。卢旺达的公共交通以合乘出租车为主。主要城市间有快速公路连接，还会向主要道路的沿途大多数村庄提供地方服务。旅客可乘长途汽车前往多个邻近国家的目的地。基加利国际机场是全国唯一的国际机场，提供一条国内航线和多条国际航线服务。截至2011年时，该国还没有铁路，但已进行拨款研究将坦桑尼亚的中央线延长到本国境内的可行性，另外，该国也正在规划建设标准轨铁路。基伍湖和港口城市之间没有公共用水输送系统，不过有一些私营机构提供有限的相应服务，政府也已发起鼓励提供全方位服务的计划。

## 人口

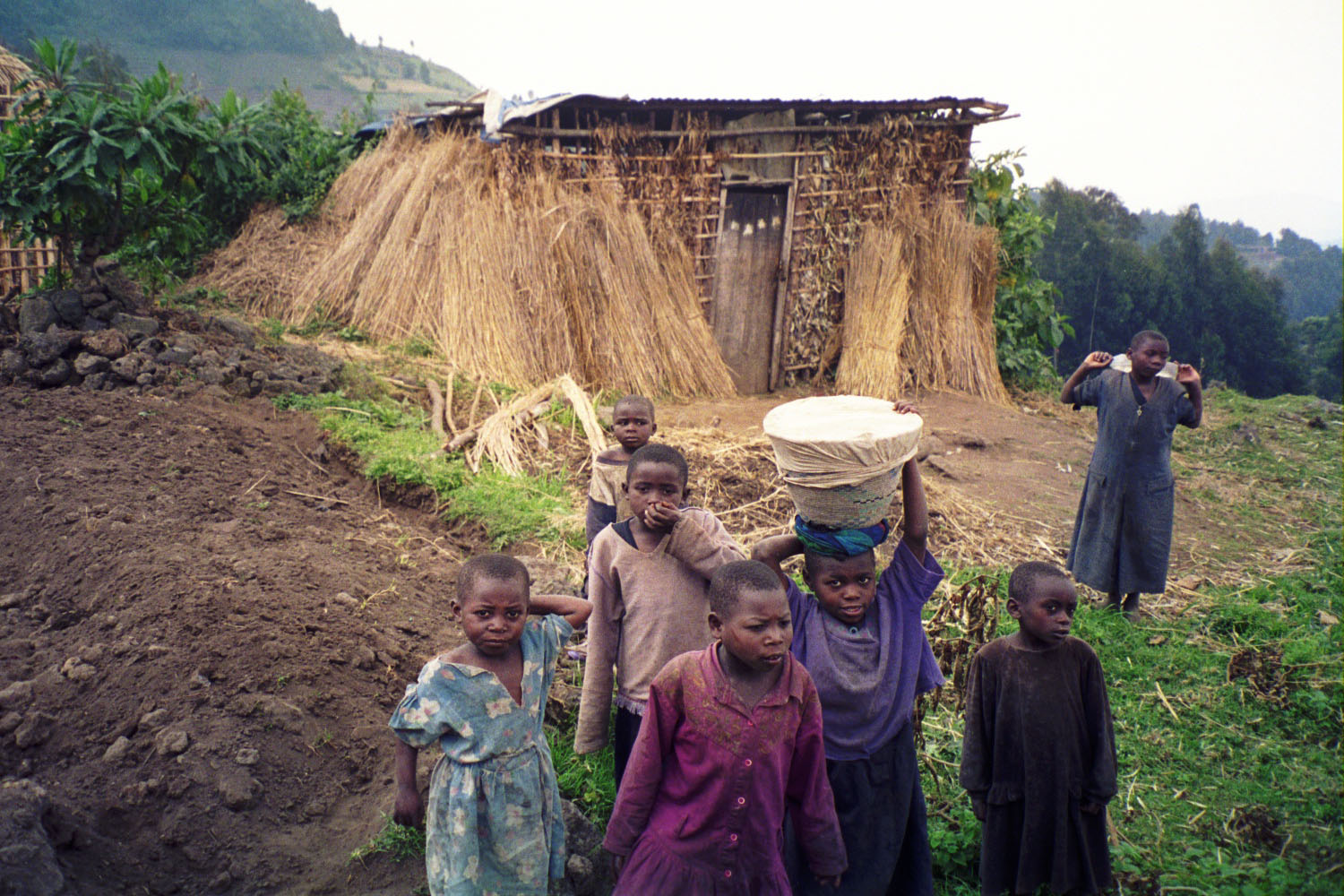
乡间生活的儿童

截至2012年，卢旺达人口估计达到11,689,696人，其结构以青年为主，估计15岁以下人数占到42.7%，65岁以下则有97.5%。全年人口出生率为每1,000人有40.2人，死亡率则是14.9。预期寿命58.02年（女性59.52年、男性56.57年），在全世界223个国家和地区中名列第197位。全国的性别比则相对均衡。
卢旺达是非洲人口密度最高的国家之一，平均每平方公里土地上生活了408位居民。历史学家热拉尔·普鲁尼尔（Gérard Prunier）认为，这样高的人口密度也是1994年种族灭绝的原因之一:4。全国人口大部分生活在农村，还有为数不多的一些城镇，人口分布相对均匀，只有乌姆塔拉省（Umutara，省份已不存在）的热带稀树草原和东部的阿卡盖拉国家公园人口稀少。基加利拥有约100万人口，是全国人口最多的城市。人口的快速增长使卢旺达的基礎建設不勝負荷。其它几个较著名的城市有吉塔拉马、布塔雷市和吉塞尼，人口均少于10万:26。1990年时，卢旺达的城市人口占比为6%，到2006年则提高到了16.6%:29，不过，这个比例到2011年时又下跌到了14.8%:29。
卢旺达从殖民时代前就一直是一个统一的国家，其人口均属巴尼亚卢旺达人这一个民族和语言团体:52；而现今大部分非洲国家的边界都是由欧美国家划分，并且没有对应的种族界限。巴尼亚卢旺达人之中又主要分为三大族群，分别是胡图族（2009年时占总人口比例的84%）、图西族（占15%）和特瓦族（占1%）:5。特瓦族是卢旺达最早居民俾格米人的后代，而学术界对胡图族和图西族的差异和起源尚未达成共識:46-47。人类学家让·海恩纳克斯（Jean Hiernaux）认为图西族属独立种族，其头、脸和鼻都较为狭长:47，维里亚·杰弗里慕瓦斯（Villia Jefremovas）则认为两个民族没有明显的生理差异，并且其分类也不是历史上所固有的。殖民时代前，图西族是卢旺达地区的统治阶级，国王和大部分酋长都属该族，而胡图族人则以农耕为主:11-12。当今的卢旺达政府将身份证件上不同种族的分类去除，希望能够逐渐消除胡图族、图西族和特瓦族之间的差异。

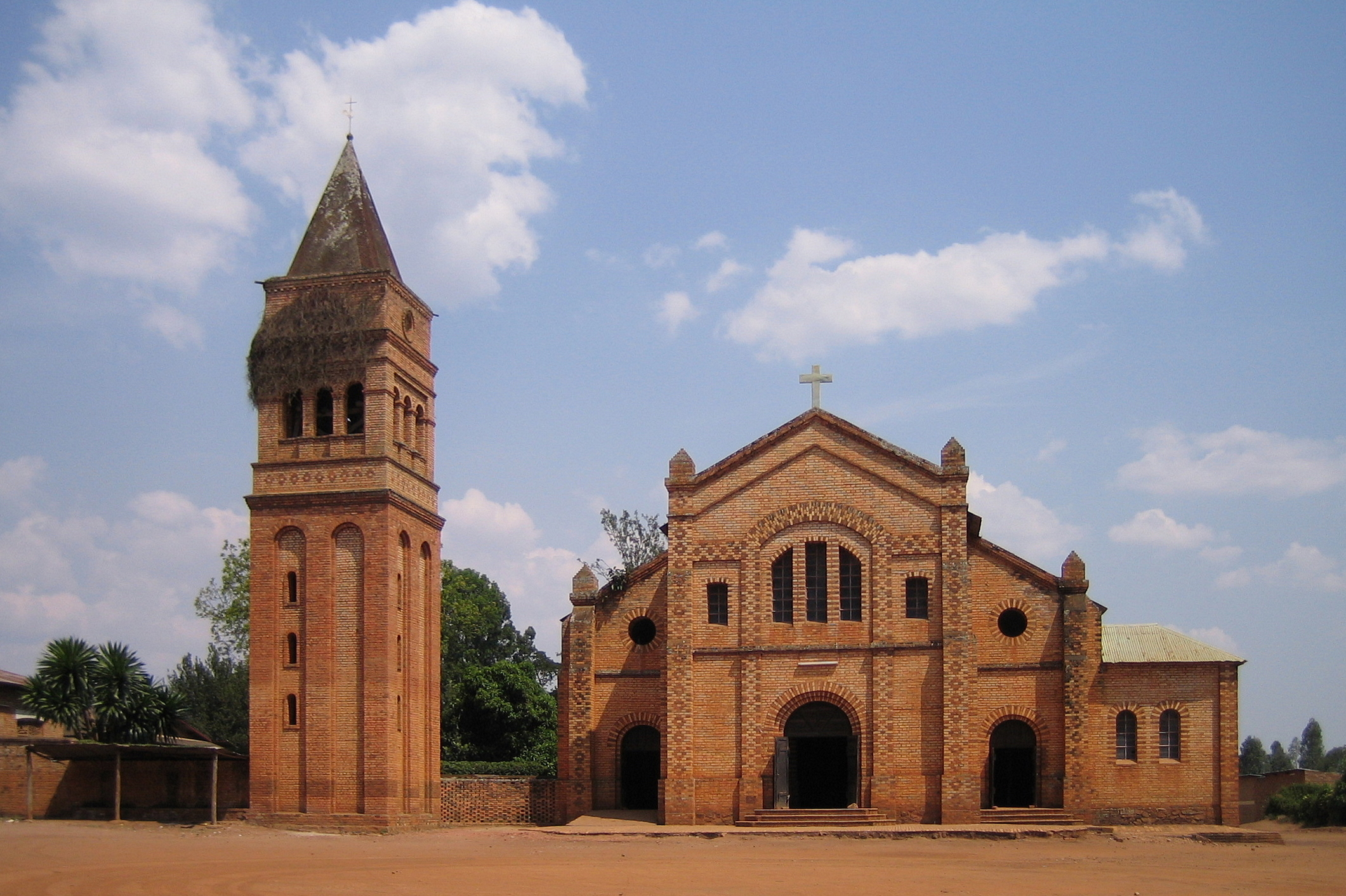
位于卢瓦马加纳的罗马天主教堂

大多数卢旺达人都是天主教徒，但在种族灭绝后，全国的宗教人口分布已经有了显著变化，许多人皈依福音派基督教。根据2012年的统计数据，全国44%的人口信奉天主教，38%是新教徒，12%属基督复临安息日会，还有0.3%的人口是穆斯林（根据2006年的统计数据56.5%的人口信奉天主教，26%是新教徒，11.1%屬基督復臨安息日會）。传统宗教的正式信众（根据1991年的统计）仅占人口的千分之一，但仍有一定影响力。许多卢旺达人认为基督教中的神与传统的卢旺达神明“伊玛纳”（Imana）实际上是相同的。
卢旺达的主要语言是大部分卢旺达人都会说的卢旺达语，殖民时代的主要欧洲语言先是德语，然后是法语，其中后者是由比利时人传入，并且直到卢旺达独立后仍然是广泛使用的官方语种。20世纪末从乌干达或其他地区涌入的难民及其后代以英语为主要语言，因此和国内的法语人口间形成了语言上的鸿沟。卢旺达语、英语和法语都是该国的官方语言。政府部门多使用卢旺达语，而教学则以英语为主。东非地区通用的斯瓦希里语也是卢旺达人广泛使用的语言，特别是在农村地区。此外，生活在寇伯岛（Nkombo Island）上的居民会说一种名为的语言，这种语言和卢旺达语有着密切的联系。

## 文化

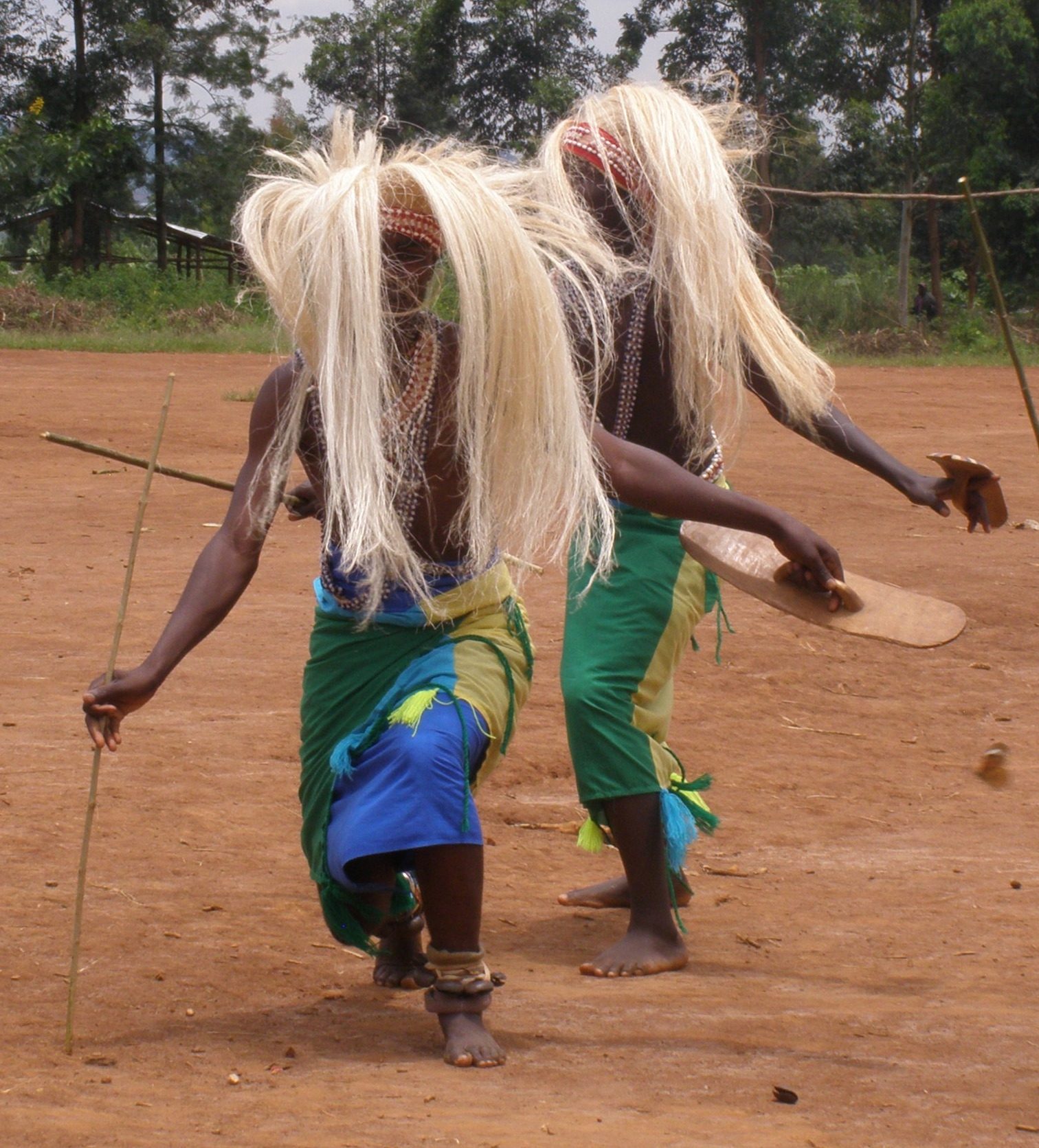
卢旺达传统舞蹈表演者

音乐和舞蹈是卢旺达的仪式、节庆、社交聚会，以及评书弹词活动中的组成部分。最知名的传统舞蹈经过精心编排，包含三大部分：一种是由女性表演的，又名牛舞；第二种是由男性表演的，又名英雄之舞；还有一种是击鼓舞，传统上也是由男性表演，使用的鼓称为。卢旺达国家歌舞团是该国最具知名度的舞蹈团，由总统朱韦纳尔·哈比亚利马纳在1974年设立，经常在国内和国际上进行演出。音乐传统上是由口头传授，不同社会群体的音乐风格也相应不同。鼓是非常重要的乐器，皇家鼓手在国王的宫廷中享有很高的地位:135-136。鼓手也会组团进行演奏，规模通常为7至9人:139。该国的流行音乐也在不断发展，乐风主要受到东非、刚果和美国音乐的影响。嘻哈是最受欢迎的曲风，其中融合了饶舌、雷格乐、节奏布鲁斯和舞蹈流行音乐的特点。

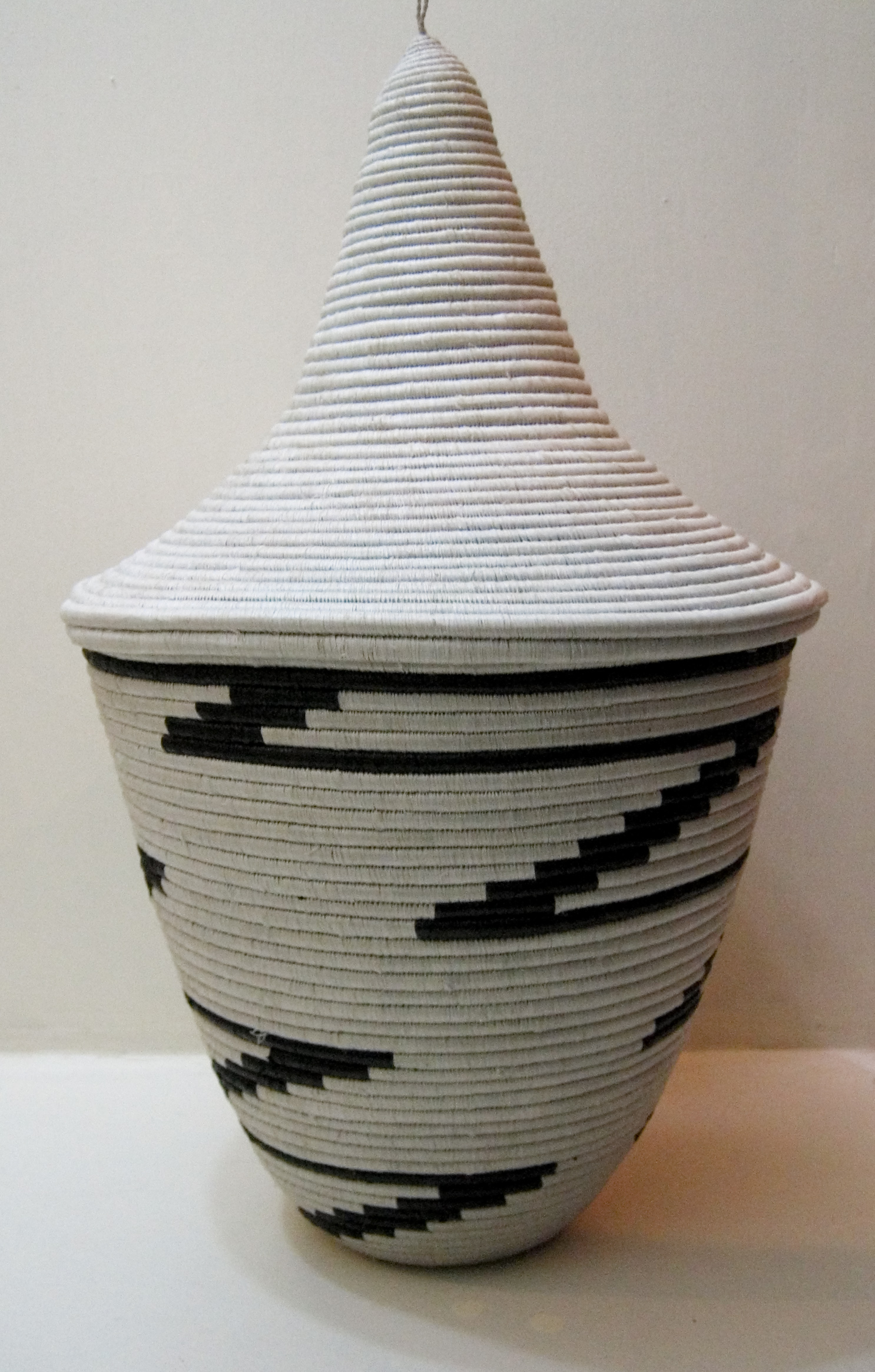
卢旺达人编织的篮子

全国各地都会生产传统工艺和美术品，不过其中大部分最初都属实用工具，而非纯粹作为装饰。编织篮和碗尤为普遍:68-70。卢旺达的东南部制造有一种使用牛粪制作，名为的独特艺术品，其历史可以追溯到该区域尚属吉萨卡（Gisaka）独立王国组成部分的时代。创作使用的牛粪中混有各种颜色的天然土壤，将其涂成隆起的几何形状图案:243-244。其他工艺品包括陶器和木雕:31。传统房屋大多就地取材，大多为圆形或长方泥，使用泥土搭建并配以茅草制成的屋顶。政府已启动计划，使用像波纹铁之类更为现代化的材料取代传统建材:75。
卢旺达的书面文学历史较短，但从诗歌到民俗在内的多个领域都有着悠久的口述传统，该国的许多道德观念和历史详情都是如此世代传承下来:105。已故作家亚历克西斯·卡加梅（Alexis Kagame）是卢旺达最具影响的文学代表人物，他出版了自己对口述传统的研究成果，并创作了大量的诗歌:29。卢旺达大屠杀成为许多文艺作品的素材，如记录目击者证词的记实文学，包括本杰明·赛恩（Benjamin Sehene）在内的新生代作家创作的散文和小说。还有多部电影也是以这起惨案为题材，如曾获奥斯卡金像奖和金球奖提名的《卢旺达饭店》，《与恶魔携手》（Shake Hands with the Devil）、《泣血四月》和《杀戮禁区》（Shooting Dogs）等，其中后两部是在卢旺达实地拍摄，并且还有当年的幸存者参与演出。
卢旺达每年有11个国家法定节假日，政府偶尔还会安排其他公众假期。4月7日是种族灭绝惨案的纪念日，其后的一星期则是官方正式的哀悼周。每年的7月4日是解放日，用来庆祝卢旺达爱国阵线战胜胡图族极端分子。每个月的最后一个星期六则是“乌姆甘达”（umuganda），为全国性节日，期间人们从早上8点到11点从事社区义务劳动。

### 饮食
卢旺达的饮食主要由当地自给农业生产的主食制作，如香蕉、大蕉（当地称“）”、番薯、豆类、木薯等:81。大部分卢旺达人一个月只会吃为数不多的几次肉食:81。罗非鱼很受住在湖边或是其他能捕到鱼地区的居民欢迎:81。土豆据称是由德国和比利时殖民者引入卢旺达，也很受当地人的欢迎:13。“乌伽黎”（Ubugari，又称）是一种用木薯或玉米配水调制成的糊状食品，东非其他许多国家和地区也会食用。由捣碎的木薯叶制成，与鱼干一起食用:13。午餐通常是自助餐形式，人称（有“混杂堆积”之意），其中包括上文提及的主食，有些还会有肉食:66。如果晚间外出就餐，最受欢迎的食物则是串烧，食材以羊肉最为常见，偶尔也会有牛肚、牛肉和鱼肉:66。农村地区的许多酒吧会有专门销售串烧食品的卖家，他们会照料和屠宰山羊，串烧或烧烤羊肉，还会向食客提供烤香蕉一起食用。牛奶，特别是人称的发酵酸奶，在全国各地都是很常见的饮料。其它饮品包括一种名为的传统啤酒，由高粱或香蕉酿制而成，在传统仪式和庆典中很常见:13。卢旺达酿造的商业啤酒则包括普里默斯（Primus）、米齐格（Mützig）和阿姆斯特尔（Amstel）多个品牌。

### 体育
从国际上来看，卢旺达的篮球运动员表现最为出色，其国家队已连续四度打入非洲篮球锦标赛的最后阶段，还曾申办2013年的赛事，不过最终赢得申办权的是科特迪瓦。

## 教育和卫生

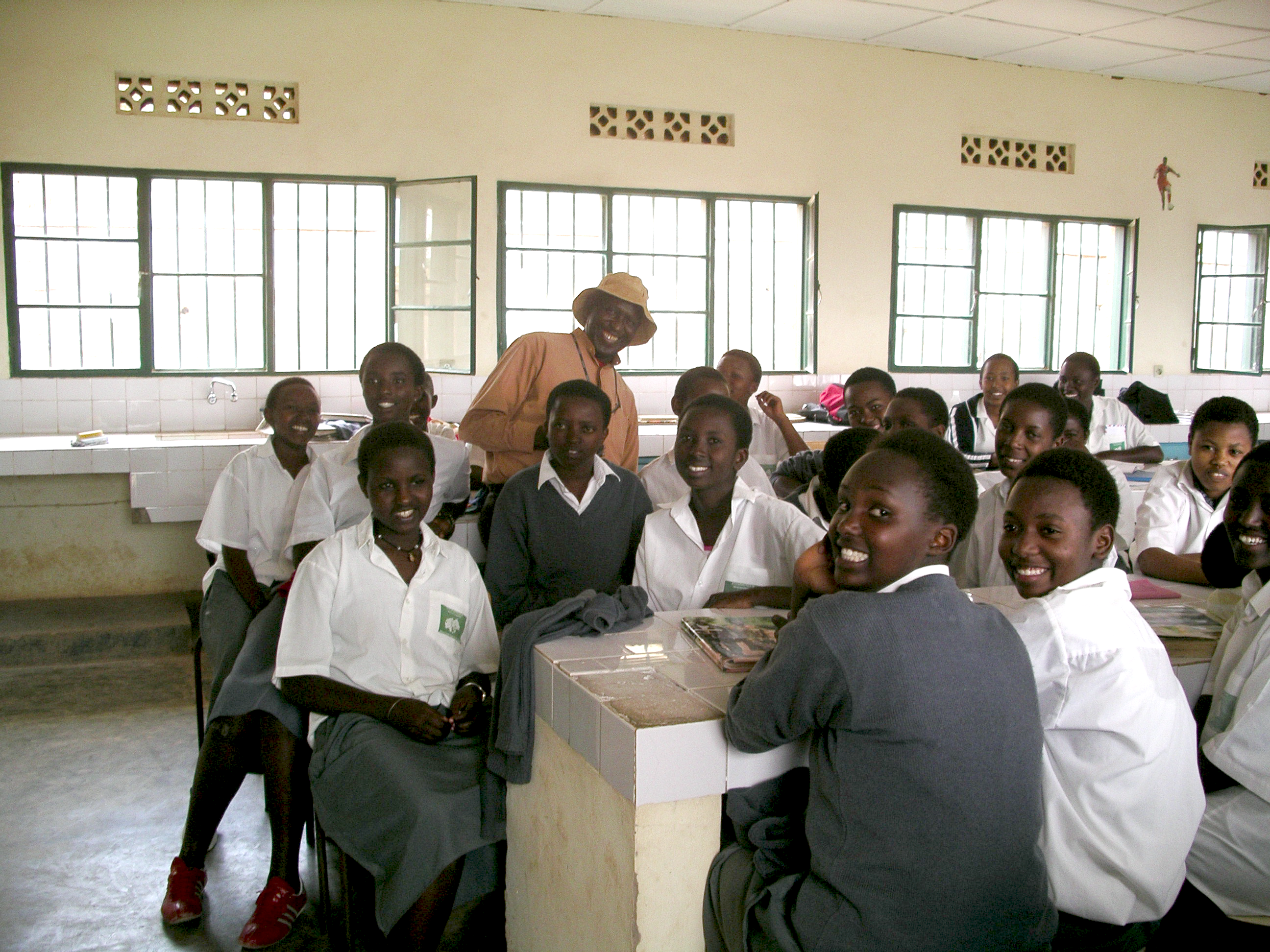
卢旺达一所中学的学子

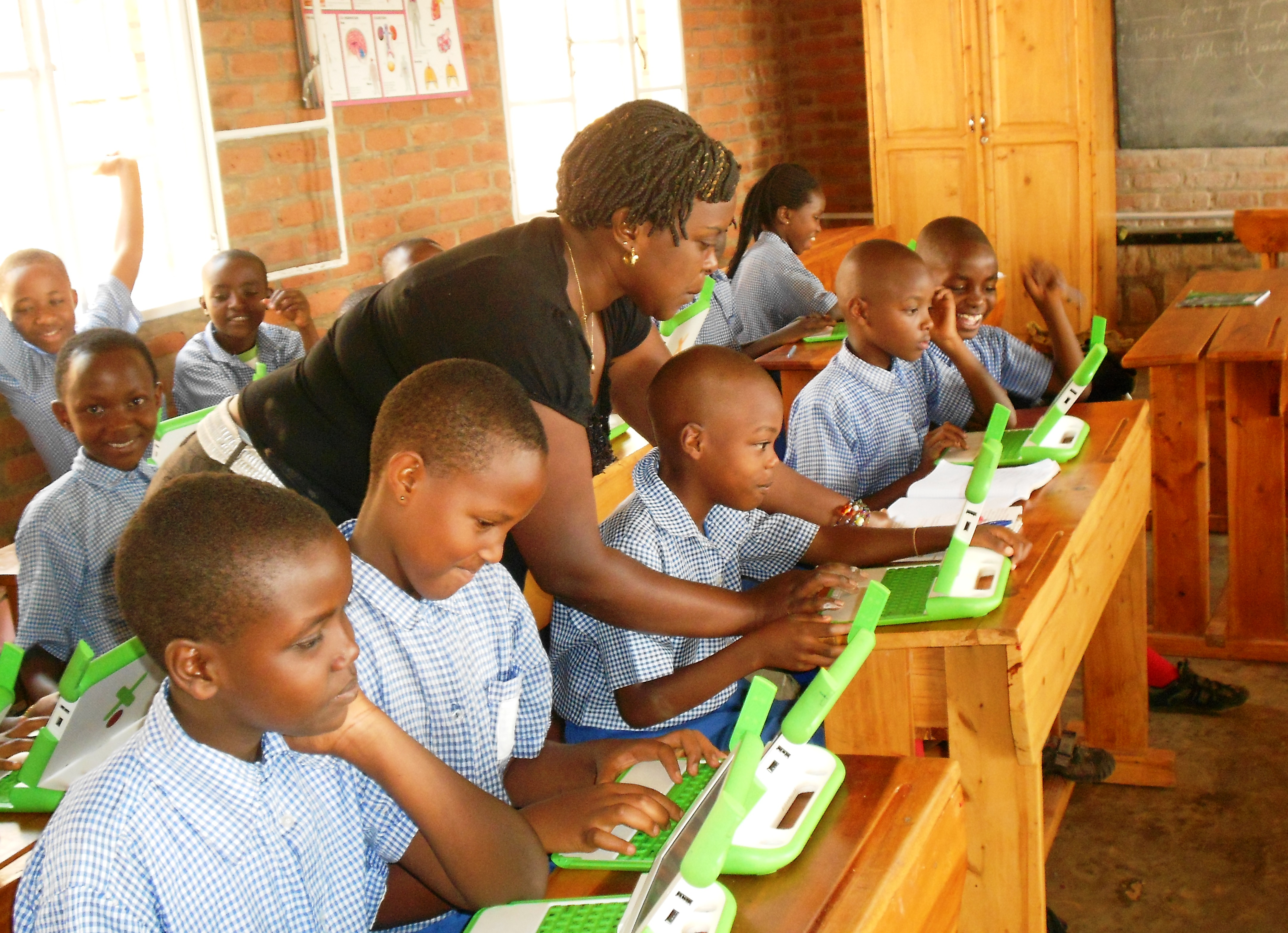
OLPC课堂教学

卢旺达政府通过国营学校提供9年的免费教育，其中6年小学，其后是前3年的普通中学课程。2010年，总统卡加梅在连任选举中宣布，自己计划把免费教育的年限再延长三年，涵盖整个中学课程。但是，一方面上学必须要购买校服和课本，另一方面还需要承担家里的各种需要，所以许多穷苦人家的孩子仍然无法上学:27。全国各地还有多所私立学校，其中部分是由教会开办，遵循与公立学校一样的教学大纲，但需要收取费用:27。1994至2009年间，卢旺达的中学教育会以法语或英语授课，但由于该国与东非共同体和英语世界的联系日渐紧密，2009年后开始只提供英语教学大纲。卢旺达还拥有多所高等院校，其中又以卢旺达国立大学、基加利科技学院和基加利教育学院最具知名度:27。2011年卢旺达的高等教育毛入学率已从2008年的4%提高到7%。该国2009年的识字率（指大于或等于15岁国民中能够读和写的人数比）为71%，与1978年的38%和1991年的58%相比都有了大幅度提升。卢旺达从2009年开始参与了开源和开放硬件教育项目，截至2013年时已经分发了40万台笔记本电脑。

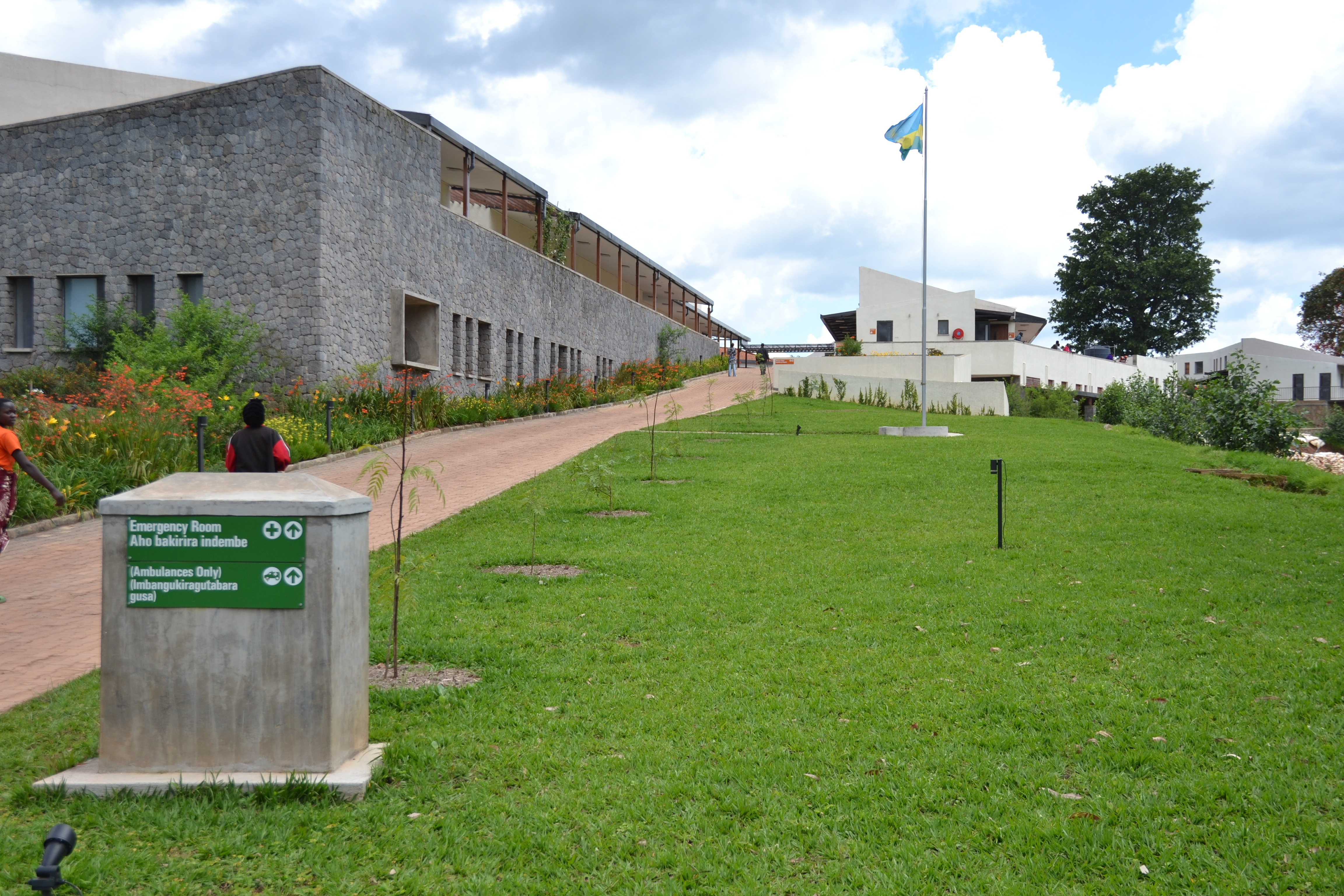
位于北部省布雷拉的布塔洛医院

卢旺达的医疗保健质量普遍较低，但一直在加以改善。2010年时，每1000名新生儿中会有56位在5岁生日前夭折，其中大部分死于腹泻、疟疾或肺炎，不过与2000年的182人相比已经有了大幅改善。该国缺乏合格的医疗专业人员，还缺少多种药品:10，全国有87%的居民能够获得医疗服务，但平均每十万人中仅有两位医生和两位护理人员。政府正在寻求改善这一状况，这也成为该国“2020年宏願”发展计划的一部分。2008年，政府将国家支出的9.7%用于医疗保健，与1996年的3.2%相比有显著提高:10。政府还开设了包括基加利卫生学院在内的多所培训机构。2008年，卢旺达开始实行全民强制医疗保险，到2010年时已经覆盖了超过90%的人口。一些疾病的患病率不断下降，例如孕妇和新生儿的破伤风已经消除:4，疟疾的发病率、死亡率和杀伤力都有了大幅降低:5。但是，卢旺达的卫生形势依然严峻，传染性疾病对居民的健康构成很大威胁:4。全国艾滋病和艾滋病毒感染率在世界卫生组织的分类中属广泛流行类，估计在15至49岁年龄段中有7.3%的城市居民和2.2%的农村居民艾滋病毒呈阳性:5。

## 扩展阅读
- Bowdler, Neil. . BBC News. 2010-05-14  [2014-04-18]. （原始内容存档于2010-08-23）.